# Obozy dla internowanych 1981–1982

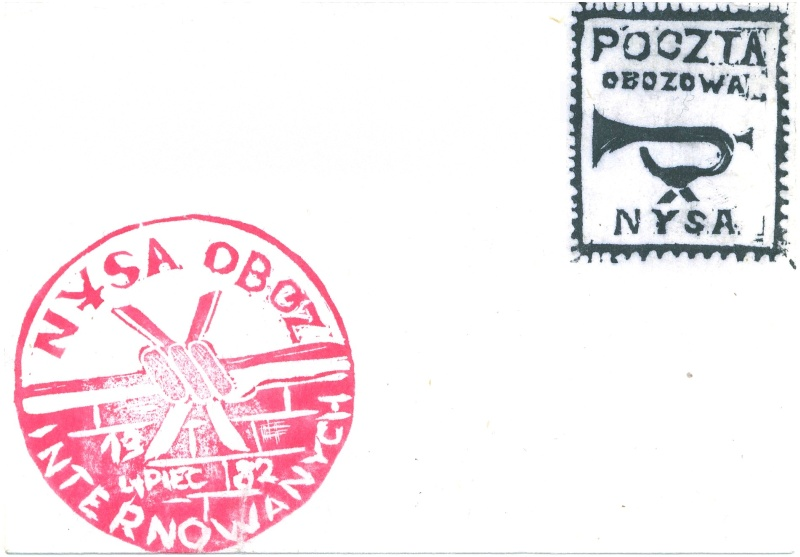
Poczta obozowa Nysa 13.VII.1982

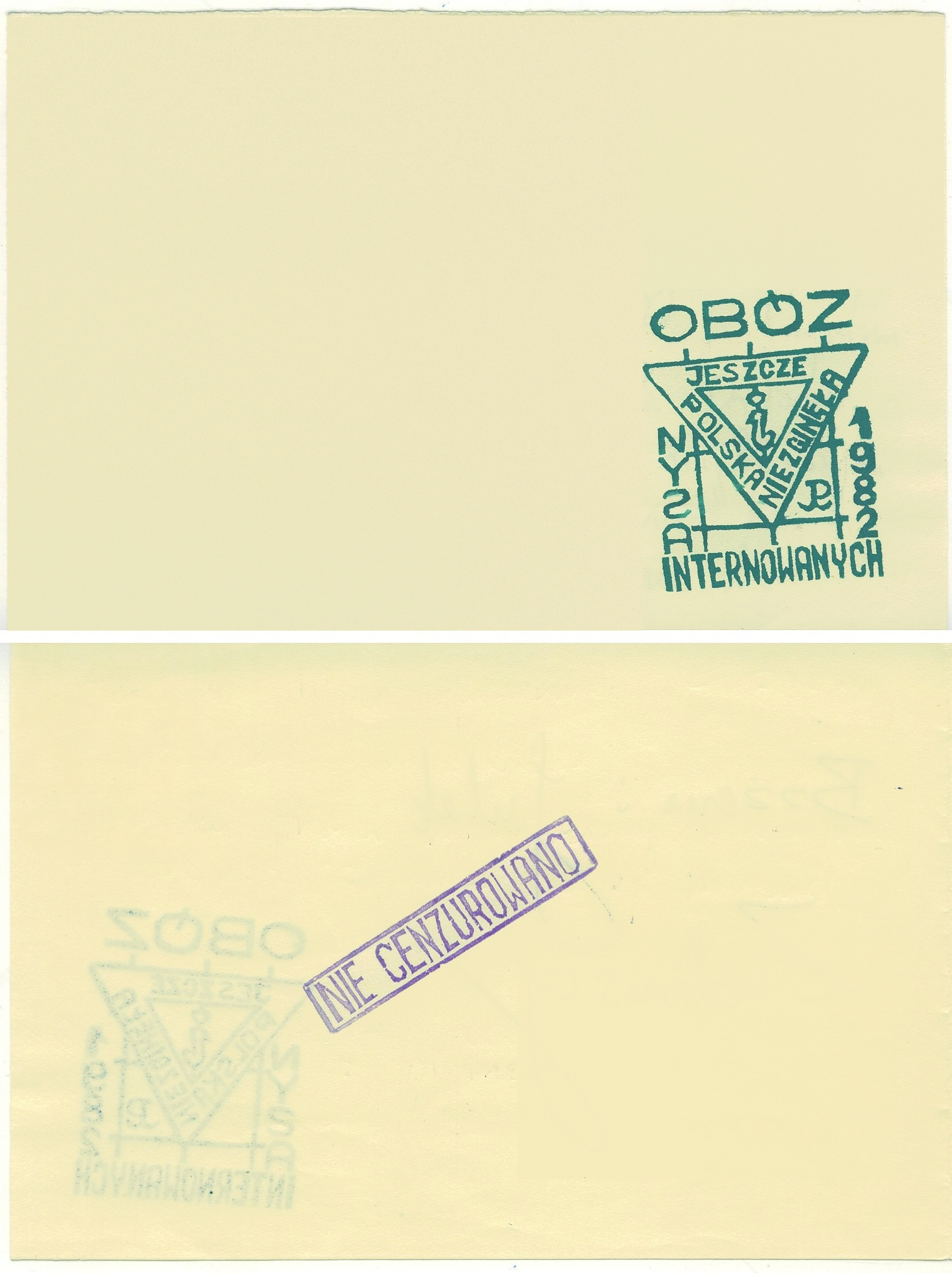
„Nie ocenzurowano”

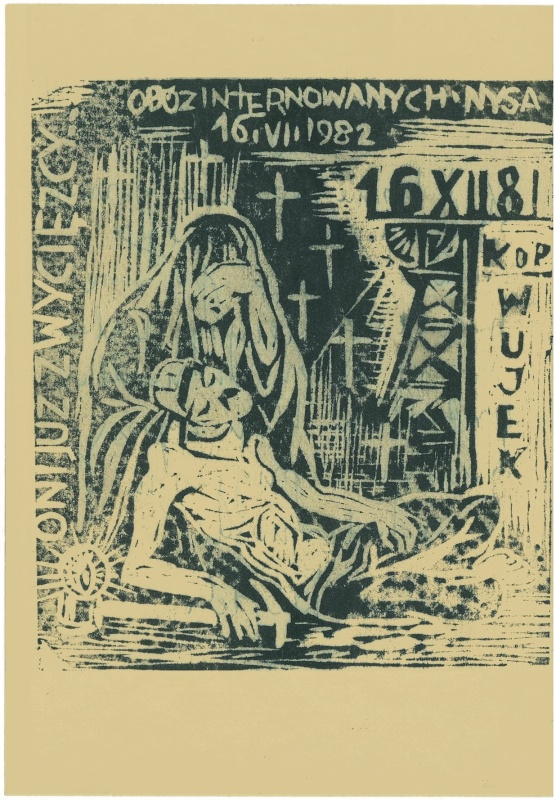
Oni już zwycięzcy... 16.VII.1982 (linoryt)

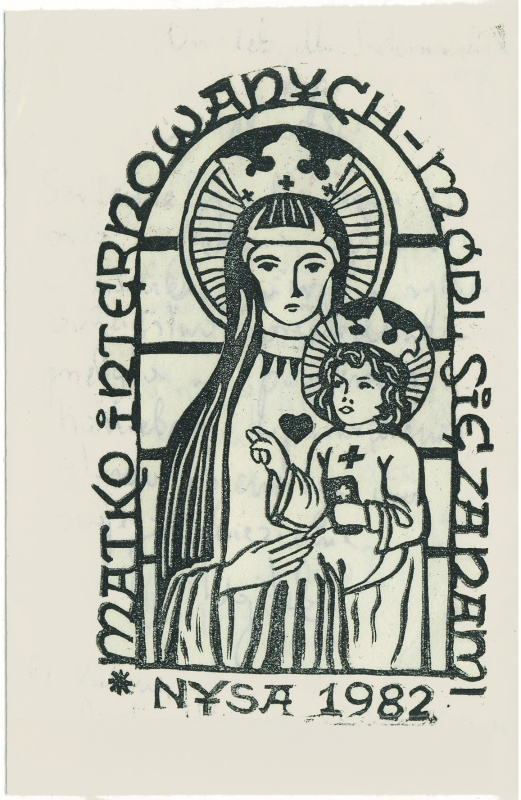
Matko internowanych – módl się za nami, Nysa 1982 (linoryt)

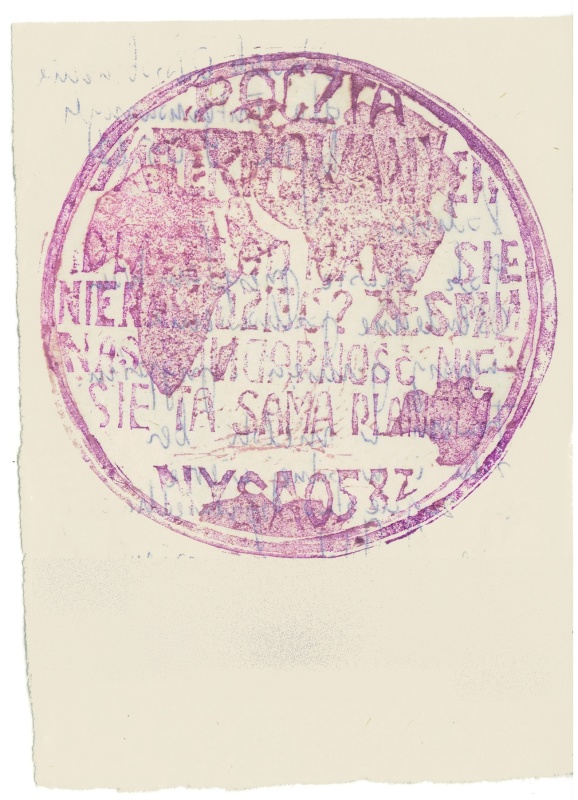
Dlaczego mamy się nienawidzieć? Nysa maj 1982 (stempel na rewers grypsu)

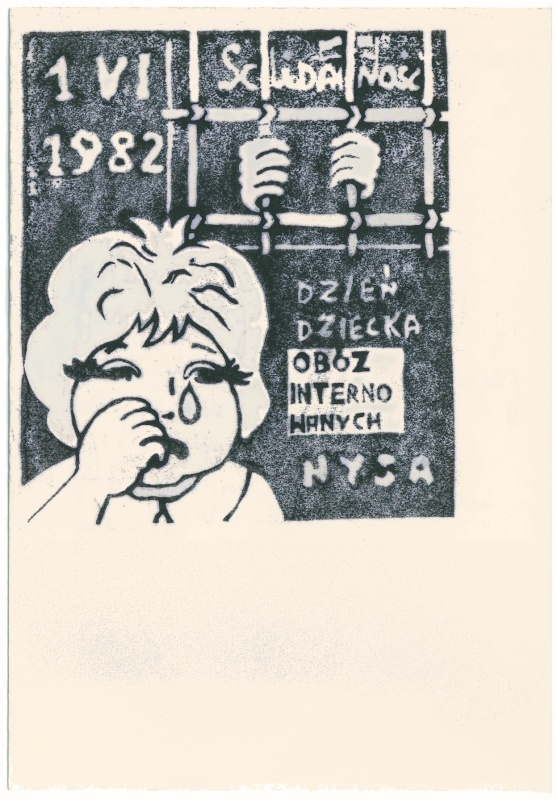
Dzień dziecka w obozie internowanych, Nysa 1.VI.1982

Obozy dla internowanych w latach 1981–1982 – miejsca przetrzymywania osób uznanych za niebezpieczne przez Wojskową Radę Ocalenia Narodowego, w czasie obowiązywania stanu wojennego w PRL, na mocy dekretu Rady Państwa.

## Historia
Władze komunistyczne rozpoczęły przeprowadzanie akcji Jodła (internowania) już 12 grudnia 1981 po godzinie 23.00. Zatrzymano przywódców i doradców NSZZ „Solidarność”, działaczy NZS-u, NSZZ Solidarność Rolników Indywidualnych, KIK-u, KPN-u, ROPCiO i KSS KOR. Internowano też byłego I sekretarza KC PZPR Edwarda Gierka. Pierwszej nocy internowano ponad 3 tysiące osób. Łącznie wydano 10 132 decyzji o internowaniu w stosunku do 9736 osób. W miejscach odosobnienia przebywało równocześnie – według danych Ministerstwa Sprawiedliwości – 5128 internowanych, w tym 313 kobiet (dane z 21 grudnia 1981).
Stworzono sieć obozów dla internowanych, których przeważnie umieszczano w zakładach karnych. Wyjątek stanowiły kobiety i prominentni działacze Solidarności, których umieszczano w ośrodkach rządowych.
13 grudnia 2021, w 40. rocznicę wprowadzenia stanu wojennego, Instytut Pamięci Narodowej udostępnił Bazę Internowanych zawierającą informacje o osobach internowanych oraz o miejscach odosobnienia.

## Obozy dla internowanych 1981–1982
- Arłamów
- Białołęka Dworska
- Bytom
- Cieszyn
- Darłówko
- Gębarzewo
- Głogów
- Gołdap
- Grodków
- Hrubieszów
- Iława
- Jastrzębie-Zdrój (Szeroka)
- Jaworze
- Kamienna Góra
- Katowice
- Kielce-Piaski
- Krasnystaw
- Łęczyca
- Kwidzyn
- Łowicz
- Lublin
- Lubliniec
- Nowy Łupków
- Nowy Wiśnicz
- Mielęcin
- Nysa
- Ostrów Wielkopolski
- Piotrków Trybunalski
- Potulice
- Racibórz
- Sieradz
- Strzebielinek
- Strzelce Opolskie
- Suwałki
- Uherce Mineralne
- Wierzchowo
- Włodawa
- Wronki
- Zabrze
- Załęże

## Wojskowe Obozy Specjalne
Wojskowe Obozy Specjalne powołane w 1982 roku stanowiły ukrytą formę internowania pod pozorem powołania na dodatkowe przeszkolenie do wojska. Pełna dokumentacja dotycząca tych obozów nadal objęta jest klauzulą 30 i 50-letniej tajności.
- Czerwony Bór[2]
- Chełmno[3]
- Rawicz[4]
- Trzebiatów[5]
- Unieście[6]
- Budowo[7]
- Czarne[8]
- Wędrzyn[9]
- Węgorzewo

W 2012 rozpoczął się proces Floriana Siwickiego i dwóch innych generałów LWP w sprawie akcji „Jesień 82”, polegającej na powoływaniu opozycjonistów wytypowanych przez Służbę Bezpieczeństwa na fikcyjne ćwiczenia wojskowe.